# Broșteni (Suceava)
Broșteni es una ciudad con estatus de oraș de Rumania ubicada en el suroeste del distrito de Suceava, sobre la carretera 17B, junto al límite con el vecino distrito de Neamt, en el valle del río Bistrița.
Adquirió estatus urbano en 2004 y en su territorio se incluyen como pedanías las localidades de Cotârgași, Dârmoxa, Frasin, Hăleasa, Holda, Holdița, Lungeni, Neagra y Pietroasa.

## Población
Según el censo de 2011, tiene 5506 habitantes, mientras que en el censo de 2002 tenía 6603 habitantes. La mayoría de la población es de etnia rumana (96,47 %).
La mayoría de los habitantes son cristianos de la Iglesia Ortodoxa Rumana (93,4 %), con una minoría de pentecostales (1,72 %).